# Henrik Forsberg (född 1990)
Henrik Forsberg, född 4 februari 1990, är en svensk skidskytt.
Han tävlade först för Unbyns IF men tävlar sen några år tillbaka för Bodens SK. Hans bästa resultat från internationella tävlingar är hans sjundeplats från sprinten i juniorvärldsmästerskapen i skidskytte 2009 i Canmore. I JVM 2010 i Torsby kom han top 20 i samtliga tre grenar han ställde upp i. I europamästerskapen i skidskytte 2010 i Otepää kom han på trettonde plats på distansen och fjortonde på sprinten. I europacupen har han som bäst en 38:e plats från 2008 och tävlingarna i Idre. Han har varit med i det svenska stafettlaget vid JVM 2009 och 2010 och vid EM 2010, bäst gick det i juniorvärldsmästerskapen i Torsby 2010 där laget kom på en femteplats.